# Duboscia macrocarpa
Duboscia macrocarpa ist ein Baum in der Familie der Malvengewächse aus Zentralafrika bis Nigeria.

## Beschreibung
Duboscia macrocarpa wächst als immergrüner Baum bis 25–30 Meter hoch. Der Stammdurchmesser kann bis zu 120 Zentimeter erreichen. Der Stamm ist geriffelt und es können Brettwurzeln vorkommen.
Die einfachen Laubblätter sind kurz gestielt und wechselständig. Der kurze und haarige Blattstiel ist bis 7 Millimeter lang. Die leicht ledrigen, eiförmigen bis verkehrt-eiförmigen und bespitzten bis zugespitzten Blätter sind ganzrandig bis entfernt feingezähnt, sie sind 5–16 Zentimeter lang und bis 8 Zentimeter breit. Sie sind oberseits nur auf den Adern schwach behaart und unterseits vor allem auf den Adern behaart. Die Nervatur ist dreizählig und unterseits erhaben. Es sind kleine behaarte und spitze Nebenblätter vorhanden.
Die vielblütigen, behaarten und schlank gestielten Blütenstände gegenüber den Blättern sind doppeldoldig. Es stehen in den Döldchen meist 3 Blüten mit 3 sepaloiden, behaarten Deckblättern (Hüllchen) zusammen. Die kleinen, zwittrigen und gelblichen, gestielten Blüten sind vierzählig mit doppelter Blütenhülle. Die bis 5–7 Millimeter langen, klappigen und behaarten Kelchblätter sind bootförmig. Die behaarten, an der Basis drüsigen Petalen sind sehr klein. Es sind viele freie Staubblätter auf einem kurzen Androgynophor vorhanden. Der mehrkammerige und behaarte, oberständige, längliche Fruchtknoten mit einem kahlen, kurzen Griffel mit fransiger Narbe; mit kurzen Ästen.
Es werden rundliche, 4–6 Zentimeter große, 7–8rippige und behaarte, holzig-fibröse und mehrsamige, gekammerte Früchte, nicht öffnende Kapselfrüchte, gebildet. Die flachen Samen sind kahl.

## Ökologie
Die Früchte zählen zum Nahrungsspektrum der Waldelefanten, die durch ihren Kot zur Verbreitung der Bäume innerhalb ihres Lebensraumes beitragen. Durch die Kombination von höheren Nachttemperaturen und weniger Niederschlägen hat die globale Erwärmung zur Folge, dass weniger Früchte ausgebildet werden und diese noch dazu von geringerer Größe sind, wie wissenschaftliche Langzeitbeobachtungen aus dem Nationalpark Lopé-Okanda in Gabun nahelegen.